# 公孙归父
公孙归父（？—？），姬姓，中国春秋时期鲁国政治人物，字子家。东门襄仲的儿子，鲁庄公之孙。前600年，其父东门襄仲去世后，公孙归父为鲁卿。当时鲁国以季文子为首的三桓崛起，他在鲁宣公的支持下，多次联络齐国、楚国，借大国力量抵制三桓势力。前594年，他推动初税亩，来向三桓的私田征税。前591年，公孙归父出使晋国，回国时，鲁宣公去世，季文子控制朝局。公孙归父只好投奔齐国。
| 前任： 东门襄仲 | 鲁国东门氏（子家氏） 前600年—前591年 | 繼任： 子家析 |